# Großer Preis von Kanada 1989
Der Große Preis von Kanada 1989 (offiziell XXVII Grand Prix Molson du Canada) fand am 18. Juni auf dem Circuit Gilles-Villeneuve in Montreal statt und war das sechste Rennen der Formel-1-Weltmeisterschaft 1989.

## Berichte

### Hintergrund
Hinsichtlich des Teilnehmerfeldes gab es keine Veränderung im Vergleich zum Großen Preis der USA zwei Wochen zuvor.
Mit Nelson Piquet (zweimal), Nigel Mansell, Michele Alboreto und René Arnoux (jeweils einmal) traten vier ehemalige Sieger zu diesem Grand Prix an.

### Training
Zum ersten Mal in dieser Saison qualifizierte sich nicht Ayrton Senna, sondern sein Teamkollege Alain Prost für die Pole-Position. Senna folgte auf dem zweiten Startplatz vor Riccardo Patrese und Gerhard Berger. Dahinter bildeten deren beiden Teamkollegen Mansell und Thierry Boutsen die dritte Reihe vor Stefano Modena und Alex Caffi.

### Rennen
Aufgrund von Regenfällen am Vormittag war die Strecke zum Zeitpunkt des Starts noch nicht gänzlich abgetrocknet. Dennoch entschieden sich Mansell, Alessandro Nannini und Luis Pérez-Sala, am Ende der Einführungsrunde die Box anzusteuern, um Slicks montieren zu lassen. Mansell und Nannini gingen davon aus, am Ende des Feldes zu liegen, als sie nach erfolgtem Reifenwechsel aus der Boxengasse beschleunigten. In Wirklichkeit lagen sie an der Spitze des Feldes, da sich der Start leicht verzögert hatte, was die beiden in der Boxengasse nicht bemerkt hatten. Mittels der schwarzen Flagge wurden sie disqualifiziert. Pérez-Sala, dessen Reifenwechsel etwas länger gedauert hatte, reihte sich ordnungsgemäß am Ende des Starterfeldes ein und wurde dementsprechend nicht bestraft.
Prost führte das Rennen nach der Disqualifikation von Mansell und Nannini vor Senna, Patrese, Berger und Boutsen an. Am Ende der ersten Runde wechselten Prost und Caffi auf Trockenreifen. Der Franzose schied kurz darauf wegen eines Aufhängungsschadens aus. Infolge eines Boxenstopps von Senna lag Patrese ab der vierten Runde vor seinem Teamkollegen Boutsen an der Spitze. Stefan Johansson fuhr nach seinem Reifenwechsel zu früh los und schleifte einen Schlagschrauber sowie Teile von dessen Luftschlauch hinter sich her. Er wurde umgehend disqualifiziert.
Boutsen war einer der letzten, die auf Slicks wechselten. Kurz darauf kam es zu einem erneuten Regenschauer. Der Führende Patrese, der nach wie vor mit Regenreifen ausgestattet war, konnte sich einen massiven Vorsprung dadurch herausfahren, dass seine Kontrahenten auf Slicks in vergleichsweise langsamer Fahrt zu den Boxen zurückkehren mussten, um einen erneuten Wechsel auf Regenreifen durchführen zu lassen. Derek Warwick und Nicola Larini profitierten ebenfalls davon und gelangten so auf die Ränge zwei und drei.
Senna holte rasch auf. In der 30. Runde verdrängte er Larini, der kurz darauf aufgrund eines Elektrikdefektes ausschied, vom dritten Rang. Als Patrese in Runde 35 die Boxen ansteuerte, um neue Regenreifen montieren zu lassen, übernahm Warwick die Führung vor Senna. Wenig später schied er aufgrund eines Motorschadens aus.
Sieben Runden vor dem Ende des Rennens überholte Boutsen seinen Teamkollegen Patrese und lag dadurch auf dem zweiten Rang hinter Senna. Als dieser wegen eines Motorschadens aufgeben musste, ergab sich ein Doppelsieg für das Team Williams. Es war der erste Grand-Prix-Sieg für Boutsen. Andrea de Cesaris erreichte den dritten Platz vor Piquet, Arnoux und Caffi.

## Meldeliste
| Team                            | Nr. | Fahrer                | Chassis         | Motor                    | Reifen |
| ------------------------------- | --- | --------------------- | --------------- | ------------------------ | ------ |
| Honda Marlboro McLaren          | 01  | Ayrton Senna          | McLaren MP4/5   | Honda RA109E 3.5 V10     | G      |
| Honda Marlboro McLaren          | 02  | Alain Prost           | McLaren MP4/5   | Honda RA109E 3.5 V10     | G      |
| Tyrrell Racing Organisation     | 03  | Jonathan Palmer       | Tyrrell 018     | Ford Cosworth DFR 3.5 V8 | G      |
| Tyrrell Racing Organisation     | 04  | Michele Alboreto      | Tyrrell 018     | Ford Cosworth DFR 3.5 V8 | G      |
| Canon Williams Team             | 05  | Thierry Boutsen       | Williams FW12C  | Renault RS1 3.5 V10      | G      |
| Canon Williams Team             | 06  | Riccardo Patrese      | Williams FW12C  | Renault RS1 3.5 V10      | G      |
| Motor Racing Developments       | 07  | Martin Brundle        | Brabham BT58    | Judd EV 3.5 V8           | P      |
| Motor Racing Developments       | 08  | Stefano Modena        | Brabham BT58    | Judd EV 3.5 V8           | P      |
| Arrows Grand Prix International | 09  | Derek Warwick         | Arrows A11      | Ford Cosworth DFR 3.5 V8 | G      |
| Arrows Grand Prix International | 10  | Eddie Cheever         | Arrows A11      | Ford Cosworth DFR 3.5 V8 | G      |
| Camel Team Lotus                | 11  | Nelson Piquet         | Lotus 101       | Judd CV 3.5 V8           | G      |
| Camel Team Lotus                | 12  | Satoru Nakajima       | Lotus 101       | Judd CV 3.5 V8           | G      |
| Leyton House March Racing Team  | 15  | Maurício Gugelmin     | March CG891     | Judd CV 3.5 V8           | G      |
| Leyton House March Racing Team  | 16  | Ivan Capelli          | March CG891     | Judd CV 3.5 V8           | G      |
| Osella Squadra Corse            | 17  | Nicola Larini         | Osella FA1M     | Ford Cosworth DFR 3.5 V8 | P      |
| Osella Squadra Corse            | 18  | Piercarlo Ghinzani    | Osella FA1M     | Ford Cosworth DFR 3.5 V8 | P      |
| Benetton Formula Ltd            | 19  | Alessandro Nannini    | Benetton B188   | Ford Cosworth DFR 3.5 V8 | G      |
| Benetton Formula Ltd            | 20  | Johnny Herbert        | Benetton B188   | Ford Cosworth DFR 3.5 V8 | G      |
| BMS Scuderia Italia             | 21  | Alex Caffi            | Dallara BMS 189 | Ford Cosworth DFR 3.5 V8 | P      |
| BMS Scuderia Italia             | 22  | Andrea de Cesaris     | Dallara BMS 189 | Ford Cosworth DFR 3.5 V8 | P      |
| Minardi Team SpA                | 23  | Pierluigi Martini     | Minardi M189    | Ford Cosworth DFR 3.5 V8 | P      |
| Minardi Team SpA                | 24  | Luis Pérez-Sala       | Minardi M189    | Ford Cosworth DFR 3.5 V8 | P      |
| Ligier Loto                     | 25  | René Arnoux           | Ligier JS33     | Ford Cosworth DFR 3.5 V8 | G      |
| Ligier Loto                     | 26  | Olivier Grouillard    | Ligier JS33     | Ford Cosworth DFR 3.5 V8 | G      |
| Scuderia Ferrari SpA SEFAC      | 27  | Nigel Mansell         | Ferrari 640     | Ferrari 035/5 3.5 V12    | G      |
| Scuderia Ferrari SpA SEFAC      | 28  | Gerhard Berger        | Ferrari 640     | Ferrari 035/5 3.5 V12    | G      |
| Équipe Larrousse                | 29  | Yannick Dalmas        | Lola LC89       | Lamborghini 3512 3.5 V12 | G      |
| Équipe Larrousse                | 30  | Philippe Alliot       | Lola LC89       | Lamborghini 3512 3.5 V12 | G      |
| Coloni SpA                      | 31  | Roberto Moreno        | Coloni FC188B   | Ford Cosworth DFR 3.5 V8 | P      |
| Coloni SpA                      | 32  | Pierre-Henri Raphanel | Coloni FC188B   | Ford Cosworth DFR 3.5 V8 | P      |
| EuroBrun Racing                 | 33  | Gregor Foitek         | EuroBrun ER188B | Judd CV 3.5 V8           | P      |
| West Zakspeed Racing            | 34  | Bernd Schneider       | Zakspeed 891    | Yamaha OX88 3.5 V8       | P      |
| West Zakspeed Racing            | 35  | Aguri Suzuki          | Zakspeed 891    | Yamaha OX88 3.5 V8       | P      |
| Moneytron Onyx Formula One      | 36  | Stefan Johansson      | Onyx ORE-1      | Ford Cosworth DFR 3.5 V8 | G      |
| Moneytron Onyx Formula One      | 37  | Bertrand Gachot       | Onyx ORE-1      | Ford Cosworth DFR 3.5 V8 | G      |
| Rial Racing                     | 38  | Christian Danner      | Rial ARC2       | Ford Cosworth DFR 3.5 V8 | G      |
| Rial Racing                     | 39  | Volker Weidler        | Rial ARC2       | Ford Cosworth DFR 3.5 V8 | G      |
| AGS Racing                      | 40  | Gabriele Tarquini     | AGS JH23B       | Ford Cosworth DFR 3.5 V8 | G      |
| AGS Racing                      | 41  | Joachim Winkelhock    | AGS JH23B       | Ford Cosworth DFR 3.5 V8 | G      |

## Klassifikationen

### Qualifying
| Pos. | Fahrer                | Konstrukteur     | Vorqualifikation | Vorqualifikation  | 1. Qualifikationstraining | 1. Qualifikationstraining | 2. Qualifikationstraining | 2. Qualifikationstraining | Start |
| Pos. | Fahrer                | Konstrukteur     | Zeit             | Ø-Geschwindigkeit | Zeit                      | Ø-Geschwindigkeit         | Zeit                      | Ø-Geschwindigkeit         | Start |
| ---- | --------------------- | ---------------- | ---------------- | ----------------- | ------------------------- | ------------------------- | ------------------------- | ------------------------- | ----- |
| 01   | Alain Prost           | McLaren-Honda    | –                | –                 | 1:20,973                  | 195,176 km/h              | 1:22,269                  | 192,102 km/h              | 01    |
| 02   | Ayrton Senna          | McLaren-Honda    | –                | –                 | 1:21,049                  | 194,993 km/h              | 1:21,269                  | 194,465 km/h              | 02    |
| 03   | Riccardo Patrese      | Williams-Renault | –                | –                 | 1:21,783                  | 193,243 km/h              | 1:23,738                  | 188,732 km/h              | 03    |
| 04   | Gerhard Berger        | Ferrari          | –                | –                 | 1:21,946                  | 192,859 km/h              | 1:22,305                  | 192,017 km/h              | 04    |
| 05   | Nigel Mansell         | Ferrari          | –                | –                 | 1:22,165                  | 192,345 km/h              | 1:22,751                  | 190,983 km/h              | 05    |
| 06   | Thierry Boutsen       | Williams-Renault | –                | –                 | 1:22,311                  | 192,003 km/h              | 1:24,004                  | 188,134 km/h              | 06    |
| 07   | Stefano Modena        | Brabham-Judd     | 1:23,398         | 189,501 km/h      | 1:22,612                  | 191,304 km/h              | 1:23,599                  | 189,045 km/h              | 07    |
| 08   | Alex Caffi            | Dallara-Ford     | 1:24,778         | 186,416 km/h      | 1:22,901                  | 190,637 km/h              | 1:24,957                  | 186,024 km/h              | 08    |
| 09   | Andrea de Cesaris     | Dallara-Ford     | –                | –                 | 1:23,050                  | 190,295 km/h              | 1:24,444                  | 187,154 km/h              | 09    |
| 10   | Philippe Alliot       | Lola-Lamborghini | –                | –                 | 1:23,059                  | 190,274 km/h              | keine Zeit                | –                         | 10    |
| 11   | Pierluigi Martini     | Minardi-Ford     | –                | –                 | 1:23,252                  | 189,833 km/h              | 1:25,195                  | 185,504 km/h              | 11    |
| 12   | Derek Warwick         | Arrows-Ford      | –                | –                 | 1:23,348                  | 189,615 km/h              | 1:23,833                  | 188,518 km/h              | 12    |
| 13   | Alessandro Nannini    | Benetton-Ford    | –                | –                 | 1:23,542                  | 189,174 km/h              | 1:24,279                  | 187,520 km/h              | 13    |
| 14   | Jonathan Palmer       | Tyrrell-Ford     | –                | –                 | 1:23,665                  | 188,896 km/h              | 1:23,876                  | 188,421 km/h              | 14    |
| 15   | Nicola Larini         | Osella-Ford      | 1:24,550         | 186,919 km/h      | 1:23,799                  | 188,594 km/h              | 1:25,289                  | 185,299 km/h              | 15    |
| 16   | Eddie Cheever         | Arrows-Ford      | –                | –                 | 1:23,828                  | 188,529 km/h              | 1:24,693                  | 186,603 km/h              | 16    |
| 17   | Maurício Gugelmin     | March-Judd       | –                | –                 | 1:23,863                  | 188,450 km/h              | 1:24,734                  | 186,513 km/h              | 17    |
| 18   | Stefan Johansson      | Onyx-Ford        | 1:24,764         | 186,447 km/h      | 1:23,979                  | 188,190 km/h              | 1:24,918                  | 186,109 km/h              | 18    |
| 19   | Nelson Piquet         | Lotus-Judd       | –                | –                 | 1:24,029                  | 188,078 km/h              | 1:25,825                  | 184,142 km/h              | 19    |
| 20   | Michele Alboreto      | Tyrrell-Ford     | –                | –                 | 1:24,296                  | 187,482 km/h              | 1:25,412                  | 185,033 km/h              | 20    |
| 21   | Ivan Capelli          | March-Judd       | –                | –                 | 1:24,406                  | 187,238 km/h              | 1:25,094                  | 185,724 km/h              | 21    |
| 22   | René Arnoux           | Ligier-Ford      | –                | –                 | 1:24,558                  | 186,901 km/h              | 1:25,394                  | 185,072 km/h              | 22    |
| 23   | Christian Danner      | Rial-Ford        | –                | –                 | 1:25,298                  | 185,280 km/h              | 1:24,727                  | 186,528 km/h              | 23    |
| 24   | Luis Pérez-Sala       | Minardi-Ford     | –                | –                 | 1:24,786                  | 186,399 km/h              | 1:25,570                  | 184,691 km/h              | 24    |
| 25   | Gabriele Tarquini     | AGS-Ford         | –                | –                 | 1:24,793                  | 186,383 km/h              | 1:25,246                  | 185,393 km/h              | 25    |
| 26   | Roberto Moreno        | Coloni-Ford      | –                | –                 | keine Zeit                | –                         | 1:25,037                  | 185,849 km/h              | 26    |
| DNQ  | Satoru Nakajima       | Lotus-Judd       | –                | –                 | 1:25,051                  | 185,818 km/h              | 1:26,358                  | 183,006 km/h              | –     |
| DNQ  | Yannick Dalmas        | Lola-Lamborghini | –                | –                 | 1:25,317                  | 185,239 km/h              | 1:25,161                  | 185,578 km/h              | –     |
| DNQ  | Johnny Herbert        | Benetton-Ford    | –                | –                 | 1:25,335                  | 185,200 km/h              | 1:25,282                  | 185,315 km/h              | –     |
| DNQ  | Olivier Grouillard    | Ligier-Ford      | –                | –                 | 1:25,382                  | 185,098 km/h              | 1:25,289                  | 185,299 km/h              | –     |
| DNPQ | Martin Brundle        | Brabham-Judd     | 1:25,275         | 185,330 km/h      | –                         | –                         | –                         | –                         | –     |
| DNPQ | Bertrand Gachot       | Onyx-Ford        | 1:25,952         | 183,870 km/h      | –                         | –                         | –                         | –                         | –     |
| DNPQ | Gregor Foitek         | EuroBrun-Judd    | 1:26,365         | 182,991 km/h      | –                         | –                         | –                         | –                         | –     |
| DNPQ | Piercarlo Ghinzani    | Osella-Ford      | 1:26,807         | 182,059 km/h      | –                         | –                         | –                         | –                         | –     |
| DNPQ | Bernd Schneider       | Zakspeed-Yamaha  | 1:27,073         | 181,503 km/h      | –                         | –                         | –                         | –                         | –     |
| DNPQ | Joachim Winkelhock    | AGS-Ford         | 1:28,545         | 178,486 km/h      | –                         | –                         | –                         | –                         | –     |
| DNPQ | Volker Weidler        | Rial-Ford        | 1:31,455         | 172,806 km/h      | –                         | –                         | –                         | –                         | –     |
| DNPQ | Aguri Suzuki          | Zakspeed-Yamaha  | 1:53,327         | 139,455 km/h      | –                         | –                         | –                         | –                         | –     |
| DNPQ | Pierre-Henri Raphanel | Coloni-Ford      | 1:58,693         | 133,150 km/h      | –                         | –                         | –                         | –                         | –     |

### Rennen
| Pos. | Fahrer             | Konstrukteur     | Runden | Stopps | Zeit        | Start | Schnellste Runde |
| ---- | ------------------ | ---------------- | ------ | ------ | ----------- | ----- | ---------------- |
| 01   | Thierry Boutsen    | Williams-Renault | 69     | 2      | 2:01:24,073 | 06    | 1:33,790         |
| 02   | Riccardo Patrese   | Williams-Renault | 69     | 1      | + 30,007    | 03    | 1:35,251         |
| 03   | Andrea de Cesaris  | Dallara-Ford     | 69     | 0      | + 1:36,649  | 09    | 1:32,481         |
| 04   | Nelson Piquet      | Lotus-Judd       | 69     | 0      | + 1:41,484  | 19    | 1:32,422         |
| 05   | René Arnoux        | Ligier-Ford      | 68     | 0      | + 1 Runde   | 22    | 1:37,131         |
| 06   | Alex Caffi         | Dallara-Ford     | 67     | 0      | + 2 Runden  | 08    | 1:33,167         |
| 07   | Ayrton Senna       | McLaren-Honda    | 66     | 2      | DNF         | 02    | 1:32,143         |
| 08   | Christian Danner   | Rial-Ford        | 66     | 0      | + 3 Runden  | 23    | 1:35,970         |
| –    | Roberto Moreno     | Coloni-Ford      | 57     | 0      | DNF         | 26    | 1:35,369         |
| –    | Derek Warwick      | Arrows-Ford      | 40     | 0      | DNF         | 12    | 1:36,443         |
| –    | Jonathan Palmer    | Tyrrell-Ford     | 35     | 0      | DNF         | 14    | 1:31,925         |
| –    | Nicola Larini      | Osella-Ford      | 33     | 0      | DNF         | 15    | 1:35,726         |
| –    | Ivan Capelli       | March-Judd       | 28     | 0      | DNF         | 21    | 1:32,742         |
| –    | Philippe Alliot    | Lola-Lamborghini | 26     | 0      | DNF         | 10    | 1:36,687         |
| –    | Luis Pérez-Sala    | Minardi-Ford     | 11     | 0      | DNF         | 24    | 1:34,509         |
| –    | Maurício Gugelmin  | March-Judd       | 11     | 0      | DNF         | 17    | 1:34,231         |
| –    | Gerhard Berger     | Ferrari          | 6      | 0      | DNF         | 04    | 1:37,916         |
| –    | Gabriele Tarquini  | AGS-Ford         | 6      | 0      | DNF         | 25    | 1:38,284         |
| –    | Eddie Cheever      | Arrows-Ford      | 3      | 0      | DNF         | 16    | 1:38,631         |
| –    | Alain Prost        | McLaren-Honda    | 2      | 1      | DNF         | 01    | 1:41,751         |
| –    | Stefano Modena     | Brabham-Judd     | 0      | 0      | DNF         | 07    | –                |
| –    | Pierluigi Martini  | Minardi-Ford     | 0      | 0      | DNF         | 11    | –                |
| –    | Michele Alboreto   | Tyrrell-Ford     | 0      | 0      | DNF         | 20    | –                |
| DSQ  | Stefan Johansson   | Onyx-Ford        | 13     | 2      | –           | 18    | 1:35,333         |
| DSQ  | Nigel Mansell      | Ferrari          | –      | –      | –           | 05    | –                |
| DSQ  | Alessandro Nannini | Benetton-Ford    | –      | –      | –           | 13    | –                |

## WM-Stände nach dem Rennen
Die ersten sechs des Rennens bekamen 9, 6, 4, 3, 2 bzw. 1 Punkt(e). In der Fahrerwertung wurden die besten elf Resultate, in der Konstrukteurswertung alle Resultate gewertet.

### Fahrerwertung
| Pos. | Fahrer             | Konstrukteur     | Punkte |
| ---- | ------------------ | ---------------- | ------ |
| 01   | Alain Prost        | McLaren-Honda    | 29     |
| 02   | Ayrton Senna       | McLaren-Honda    | 27     |
| 03   | Riccardo Patrese   | Williams-Renault | 18     |
| 04   | Thierry Boutsen    | Williams-Renault | 13     |
| 05   | Nigel Mansell      | Ferrari          | 9      |
| 06   | Alessandro Nannini | Benetton-Ford    | 8      |
| 07   | Michele Alboreto   | Tyrrell-Ford     | 6      |
| 08   | Johnny Herbert     | Benetton-Ford    | 5      |
| 09   | Eddie Cheever      | Arrows-Ford      | 4      |
| 10   | Derek Warwick      | Arrows-Ford      | 4      |
| 11   | Stefano Modena     | Brabham-Judd     | 4      |
| 12   | Maurício Gugelmin  | March-Judd       | 4      |
| 13   | Andrea de Cesaris  | Dallara-Ford     | 4      |
| 15   | Alex Caffi         | Dallara-Ford     | 4      |
| 15   | Christian Danner   | Rial-Ford        | 3      |
| 16   | Nelson Piquet      | Lotus-Judd       | 3      |

| Pos. | Fahrer                | Konstrukteur     | Punkte |
| ---- | --------------------- | ---------------- | ------ |
| 17   | René Arnoux           | Ligier-Ford      | 2      |
| 18   | Jonathan Palmer       | Tyrrell-Ford     | 1      |
| 19   | Martin Brundle        | Brabham-Judd     | 1      |
| 20   | Gabriele Tarquini     | AGS-Ford         | 1      |
| 21   | Olivier Grouillard    | Ligier-Ford      | 0      |
| 22   | Satoru Nakajima       | Lotus-Judd       | 0      |
| 23   | Ivan Capelli          | March-Judd       | 0      |
| 24   | Philippe Alliot       | Lola-Lamborghini | 0      |
| 25   | Nicola Larini         | Osella-Ford      | 0      |
| –    | Bernd Schneider       | Zakspeed-Yamaha  | 0      |
| –    | Pierluigi Martini     | Minardi-Ford     | 0      |
| –    | Gerhard Berger        | Ferrari          | 0      |
| –    | Luis Pérez-Sala       | Minardi-Ford     | 0      |
| –    | Yannick Dalmas        | Lola-Lamborghini | 0      |
| –    | Roberto Moreno        | Coloni-Ford      | 0      |
| –    | Pierre-Henri Raphanel | Coloni-Ford      | 0      |

### Konstrukteurswertung
| Pos. | Konstrukteur     | Punkte |
| ---- | ---------------- | ------ |
| 01   | McLaren-Honda    | 56     |
| 02   | Williams-Renault | 31     |
| 03   | Benetton-Ford    | 13     |
| 04   | Ferrari          | 9      |
| 05   | Dallara-Ford     | 8      |
| 06   | Arrows-Ford      | 8      |
| 07   | Tyrrell-Ford     | 7      |
| 08   | Brabham-Judd     | 5      |
| 09   | March-Judd       | 4      |

| Pos. | Konstrukteur     | Punkte |
| ---- | ---------------- | ------ |
| 10   | Rial-Ford        | 3      |
| 11   | Lotus-Judd       | 3      |
| 12   | Ligier-Ford      | 2      |
| 13   | AGS-Ford         | 1      |
| 14   | Lola-Lamborghini | 0      |
| 15   | Osella-Ford      | 0      |
| –    | Zakspeed-Yamaha  | 0      |
| –    | Minardi-Ford     | 0      |
| –    | Coloni-Ford      | 0      |